# Bothriocroton concolor
Bothriocroton concolor är en fästingart som beskrevs av Neumann 1899. Bothriocroton concolor ingår i släktet Bothriocroton och familjen hårda fästingar. Inga underarter finns listade.